# Just the Way You Are (빌리 조엘의 노래)
〈Just the Way You Are〉는 빌리 조엘의 곡으로, 그의 음반 《The Stranger》(1977년)의 세 번째 곡이다. 이 곡은 조엘의 첫 번째 미국 톱 10과 영국 톱 20 싱글(각각 3위와 19위에 도달)과 조엘의 첫 번째 미국 골드 싱글이 되었다. 이 노래는 또한 1978년 1월 내내 《빌보드》 이지 리스닝 차트 1위를 차지했다.
〈Just the Way You Are〉는 1979년 그래미상에서 올해의 레코드상과 올해의 노래상을 두 번 수상했다.

## 인증
| 국가                               | 인증        | 판매량/출하량 |
| ---------------------------------- | ----------- | ------------- |
| 영국 (BPI)                         | 실버        | 200,000       |
| 미국 (RIAA)                        | 2× 플래티넘 | 2,000,000     |
| 판매량+스트리밍을 기반으로 한 인증 |             |               |